# 松出直也
松出 直也（まつで なおや、1992年12月19日 - ）は日本で活動するミュージカル俳優および元バレエダンサーである。奈良県桜井市出身。

## 来歴
野辺恵バレエスタジオでクラシックバレエを始め、その後イギリス留学を経験しバレエダンサーとして活動していた。
2011年に劇団四季研究所へ入所し、同年7月22日に上演されたアンデルセン東京公演のアンサンブル役で初舞台出演を果たした。その後2016年9月3日に大阪四季劇場で上演されたキャッツのミストフェリーズ役でデビューしている。
2018年10月14日のキャッツの出演を最後に2018年、劇団四季を退団した。

## 主な出演作品
- アンデルセン（アンサンブル）
- 美女と野獣（アンサンブル）
- ソング&ダンス60感謝の花束（ダンスパート）
- FESTIVAL!扉の向こうへ（ダンサーパート）
- キャッツ（ランパスキャット、ミストフェリーズ）
- ウエストサイド物語（ベイビー・ジョーン）